# Ursus thibetanus laniger
Ursus thibetanus laniger este o subspecie a ursului negru asiatic care trăiește în Munții Himalaya din India, Tibet, Nepal, China și Pakistan.

## Descriere
Se distinge de U. t. thibetanus prin faptul că are o blană mai lungă și mai deasă și prin faptul că semnul său de pe piept, specific urșilor negri asiatici, este mai mic și mai alb. În timpul verii, urșii Ursus thibetanus laniger pot fi găsiți în zonele mai calde din Nepal, China, Bhutan, India și Tibet, la altitudini de circa 3000 până la 3700 m. Iarna coboară cu aproximativ 1500 m, în păduri tropicale. În medie, măsoară de la nas până la coadă 140–170 cm și cântăresc 91–120 kg, deși toamna, când se pregătesc pentru iarnă, pot cântări cam 180 kg.

## Alimentație
Ușii negrii Ursus thibetanus laniger sunt animale omnivore, mâncând aproape orice lucru care este comestibil. Se hrănesc cu ghinde, nuci, fructe, miere, rădăcini, ierburi, mamifere mici, ouă, diferite insecte ca termitele, dar și cu larve de gândaci. Dacă hrana este rară, încep să mănânce din șeptel animale ca oile, caprele și bovinele.

## Reproducere
Acești urși ating maturitatea sexuală la vârsta de aproximativ trei ani. Împerecherea are loc în luna octombrie, iar femela naște de obicei doi pui în luna februarie, în timp ce se află încă în stare de hibernare. De obicei, puii rămân cu mama lor timp de doi ani.

## Stare ecologică
Această subspecie este clasificată ca „vulnerabilă” din cauza populării arealului său de către oameni, incendiilor de pădure și tăierii copacilor; toate acestea au redus habitatul acestor urși. De asemenea, rata mortalității în rândul nou-născuților este mare. Chiar dacă vânarea acestui animal este interzisă începând cu anul 1977, braconajul este încă o problemă mare pentru urșii Ursus thibetanus laniger. Speranța de viață în sălbăticie este de aproximativ 25–30 de ani.